# Ernst Klodwig
Ernst Klodwig (23 de maio de 1903 – 15 de abril de 1973) foi um automobilista alemão que participou dos Grandes Prêmios da Alemanha de Fórmula 1 em 1952 e 1953.